# LNG Hrvatska
LNG Hrvatska d.o.o. är ett statligt kroatiskt företag, som driver en flytande LNG~terminal i Omišalj på ön Krk i Kroatien. Den ligger i industrihamnen Omišalj–Njivice på norra sidan av Krk. Terminalen togs i drift 2021 och har en kapacitet på 2,6 miljarder kubikmeter per år.
Projektet diskuterades och planerades under många år från 1995. Efter flera problem återstartades det 2016 och utformades som en flytande terminal (FSRU). Arbeten på land påbörjades 2019 och terminalen invigdes i januari 2021.
Terminalen har en kapacitet som motsvarar bortemot hälften av Kroatiens användning av naturgas. Den står i förbindelse med naturgasledningar till Italien, Österrike, Ungern, Rumänien och Slovenien. Den tar emot tankfartyg på upp till 265 000 kubikmeter last.
Floating Storage & Regasification Unit-fartyget (FSRU) har fyra lagringstankar med en sammanlagd kapacitet på 140 000 m³ och en anläggning för återförgasning.